# Héctor Ríos Igualt
Héctor Ríos Igualt (Valparaíso, 16 de marzo de 1919-Santiago, 26 de septiembre de 2011) fue un agricultor, abogado y político conservador chileno. Se desempeñó como diputado de la República en representación de la 5ª Agrupación Departamental, durante dos periodos legislativos consecutivos entre 1953 y 1961.

## Familia y estudios
Nació en Valparaíso, el 16 de marzo de 1919; hijo del exparlamentario y ministro de Estado José Manuel Ríos Arias y Ema Igualt Urenda. Realizó sus estudios primarios y secundarios en el Colegio de los Sagrados Corazones de su comuna natal, prosiguendo los superiores en el Curso de Leyes del mismo establecimiento; jurando como abogado el 4 de noviembre de 1942, con la tesis titulada: Los empréstitos públicos. Luego, cursó una licenciatura en derecho en la Universidad de Chile, y posteriormente en la Universidad de Madrid, España.
Se casó con Gloria Larraín Fernández, con quien tuvo once hijos.

## Carrera profesional
Se dedicó al ejercicio de su profesión en la ciudad de Santiago; fue apoderado de la Comunidad Agrícola Santa Rosa, en Los Andes; director de la compañía de seguros La Chilena Consolidada y de la Organización Kappés. Tuvo, además, participación en la Compañía Consorcio Nacional de Seguros S.A.

## Carrera política
En mayo de 1944 durante su época estudiantil, asumió como presidente de la Juventud de Acción Católica de Chile. Fue militante del Partido Conservador Tradicionalista y luego del Partido Conservador Unido, siendo parte del directorio de este último.
En las elecciones parlamentarias de 1953, fue elegido como diputado por la Quinta Agrupación Departamental (correspondiente a los departamentos de San Felipe, Petorca y Los Andes), por el período legislativo 1953-1957. Durante su gestión integró la Comisión Permanente de Educación Pública.
En las elecciones parlamentarias de 1957, obtuvo la reelección como diputado por la misma Agrupación Departamental, por el período 1957-1961. En esa oportunidad continuó integrando la Comisión Permanente de Educación Pública, de la que fue su presidente.
Tras dejar en Congreso Nacional, se dedicó a las labores agrícolas explotando el fundo "La Gloria" en la comuna de Los Andes, dedicado específicamente a la producción frutícola.
En 1970 se trasladó a España, donde ejerció su profesión en Madrid, Almería y Granada. Regresó a la Chile en el año 1997.
Entre otras actividades, fue socio fundador del Hogar de Cristo, socio del Club de La Unión y del Automóvil Club de Chile.
Falleció en Santiago de Chile, el 26 de septiembre de 2011. 